# Uamué
Los uamué o aticum (también huamoi, umán,umã y uruma) constituyen un grupo étnico de NE de Brasil, viven en unas 20 aldeas y a principios del siglo XXI eran algo más de 3600 individuos. La lengua uamué está extinta y actualmente los miembros del grupo étnico hablan portugués.

## Historia
Tradicionalmente, el uamué se hablaba entre los ríos Moxotó y Pajeú, y en la Serra Umã (estado Pernambuco). La región donde habitan los uamué era lingüísticamente compleja y se conoce de numeroso nombres de grupos que pudieron tener una lengua propia diferente de la de los uamué o relacionada con la de estos. Loukotka menciona las siguientes lenguas sin clasificar o con datos insuficientes para ser clasificadas: aticum o araticum hablada cerca de Carnauberia, uruma hablada en el río São Francisco en el estado de Sergipe, pipipan hablada en el curso bajo del río Moxotó en el (Pernambuco. También menciona una lengua aislada que denomina umán o huamo hablada entre los ríos Moxotó y Pajeú y también en la Serra Umã.
Según Grünewald (1998) la denominación "atikum" empezó a usarse sólo después de 1940, para designar al grupo surgido del mestizado de los cabloclos da Serra do Umã con otros grupos desde el siglo XIX. Entre los grupos con los que los Umã se fusionaron hay xocós, vouves y piapanes. La nueva identidad étnica surgida de ese mestizaje pasó a denominarse araticum, aticum o atikum.